# Riu Barisal
El riu Barisal és un del distributaris del delta del Ganges a Bangladesh. Desaigua a la badia de Bengala. A la seva riba hi ha la important ciutat de Barisal, un dels principals ports fluvials d'Àsia.